# アルバート・キング
アルバート・キング（Albert King, 1923年4月25日 - 1992年12月21日）はアメリカ合衆国ミシシッピ州インディアノーラ出身のブルース・ギタリスト、シンガー。本名はアルバート・ネルソン。B.B.キング、フレディ・キングと並び、ブルース・ギタリストの3大キングと称される。（血縁関係はない）
左利き（サウスポー）だが、右利き用に弦を張ったギターを逆に持って弾いていた。さらにチョーキングをしやすいように弦は低めに張り、かつチューニングは変則的だった。フライングVタイプのギターを好み、前期はギブソン・コリーナV、後期にはインレイの代わりに自らの名前が刻まれたオリジナルモデルを使用した。ピックアップはミックスポジションを選択し、ギターアンプはその場にあった物を随時使っていた。
2011年、「ローリング・ストーンの選ぶ歴史上最も偉大な100人のギタリスト」に於いて第13位に選ばれている。チョーキングを多用した彼のシンプルかつ豪快なプレイは、ブルース界のみならず、エリック・クラプトン、ジミ・ヘンドリックスらロック・ギタリストにも多大な影響を与えた。

## 来歴
5歳の頃、離婚した母親と共にアーカンソー州フォレストシティに移住。綿花畑で働きながら、独学でギターを習得した。ブラインド・レモン・ジェファーソンなどに感銘を受けた彼は、ブルースをプレイするようになる。
アルバート・キングが本格的に音楽活動するきっかけとなったのは、1950年でアーカンソー州オセオラという街でT-99クラブを経営者に出会ったことだった。アルバートはオセオラに移住し、このクラブのレギュラー・バンド、イン・ザ・グルーヴ・ボーイズのメンバーとなった。このバンドは他のクラブでもギグをこなし、またラジオ番組のショーでもプレイしていたという。オセオラで数年活動した後、アルバートはインディアナ州ゲイリーに拠点を移し、ジミー・リード、ジョン・ブリムらと活動するようになった。リードとブリムがギタリストであったため、アルバートはこのときはドラムスを叩いていた。この頃のリードのレコードでも彼はドラマーとして参加している。彼がアルバート・キングという芸名を名乗るようになったのはこの頃である。"Three o' Clock Blues"をヒットさせたB.B.キングの成功にあやかってのことであった。
自己名義の初レコーディングは、「バッド・ラック・ブルース」とされ
1953年11月、パロット・レーベルでのセッションを録音したものだった 。ゲイリーに移住して間もなく、アルバートはウィリー・ディクソンと出会い、彼の口利きによって同レーベルでのレコーディングの機会を得たのだった。しかし、ここでは１回のセッションで5曲をレコーディングだけに終わった。（うち3曲がチェスのアルバム『Door to Door』収録）まだ、このレコーディングには後にみせる強烈な個性は殆ど窺い知ることができない。当時リリースされたのは、シングル"Be on Your Merry Way" / "Bad Luck Blues" の1枚のみ。翌年にはオセオラに戻り、再びイン・ザ・グルーヴ・ボーイズでの活動を再開した。
オセオラでの2年間の活動の後、アルバートが向かったのはセントルイスだった。彼のトレードマークとなるフライングVギター、ルーシーをプレイするようになったのはセントルイス時代だった。この地で活躍して人気を獲得した彼は1959年、地元のボビン・レーベルと契約。ここでの彼のサウンドはジャンプ・ブルースっぽいが、ギターもヴォーカルも彼らしい個性が出てきている。3年間で同レーベルからが8枚のシングルをリリース。中でも1961年の"Don't Throw Your Love on Me So Strong"は、R&Bチャート14位というヒットを記録した。
1963年にはキング、1964年にはカントリー(Coun-tree)へレコーディングを残しているが、いずれも単発的なもの。そして1966年、有名なスタックス・レコードと契約し、代表作を発表し始める。スタックスではブッカー・T&ザ・MG'sがバックを付け、ファンキーでソウルフルな新たな境地と言うべきサウンドを切り開いた。初期からいきなり"Crosscut Saw" (1967)、"Born Under A Bad Sign" (同)などが生まれ、複数の曲がソウル・チャートに登場した。ただ、ブルースは白人にとっては新しくても、黒人にとってはすでに最先端の音楽ではなく、時代遅れとなっていた。そのため、彼の曲はソウル・チャートでも小ヒットに終わっている。これらの曲を収録したスタックス1枚目のアルバム『Born Under A Bad Sign』を1968年にリリース。スタックスでの成功からアルバートはフィルモア・ウェストにも出演するようになった。1968年夏のフィルモアでの演奏はライブ盤『Live Wire/Blues Power』としてリリースされた。
1970年代に入っても、アルバートはマイ・ペースで活動を続けた。1971年、アルバム『Lovejoy』をリリース。同作ではローリング・ストーンズの"Honky Tonk Women"を自分のサウンドにして発表するなど、より幅広い音楽性をみせるようになっていた。ギターのフレーズ数は決して多くない彼だが、新しいサウンドを消化する力には長けていた。1972年に、アルバム『I'll Play the Blues for You』をリリースした。同年8月20日、ワッツ暴動の7周年を記念してロサンゼルス・メモリアル・コロシアムで行われたコンサート「ワッツタックス」に出演。その様子はメル・スチュワート監督の手により、翌1973年、ドキュメンタリー映画となった。
1975年にスタックスが倒産。アルバートはユートピアへ移籍し、同レーベルとトマトから作品を発表し続ける。アラン・トゥーサンらを迎えてニューオーリンズで録音した『New Orleans Heat』など、新たな試みも生まれている。1978年にはB.B.キングとのジョイントで初来日。彼は1989年にもB.B.キングとともに再来日を果たした。
1980年代に入るとアルバートは、ファンタジー・レコードと契約し、2枚のアルバムをリリースする。特に2枚目のタイトル曲"I'm In a Phone Booth Baby"はオリジナルのロバート・クレイとは異なるアルバート節を聴かせており、アルバート健在を印象づけた。
また、彼はゲイリー・ムーアのアルバム『Still Got the Blues』（1990年）にゲスト参加した。アルバートのレパートリーのカヴァー"Oh Pretty Woman"で、ムーアと共にリード・ギターを担当している。
彼のラスト・アルバムとなったのが1991年の『Red House』である。ギターにジョー・ウォルシュを迎え、ロック的なサウンドに仕上がっているが、ジェームス・テイラーの"Don't Let Me Be Lonely"などの意外な選曲も見られた。
1992年12月21日、彼はメンフィスで心臓発作のため急逝してしまう。その数日前にロサンゼルス郊外での公演をこなし、自宅に戻ってきた矢先の出来事であった。
2013年に、アルバート・キングはロックの殿堂入りを果たした。

## ディスコグラフィ
- 1962年 The Big Blues, King Records
- 1967年 Born Under a Bad Sign, Stax Records
- 1968年 Live Wire/Blues Power, Stax Records
- 1969年 Years Gone by, Stax Records
- 1969年 Door to Door, Chess Records (with Otis Rush)
- 1969年 King of the Blues Guitar, Atlantic Records
- 1970年 Blues for Elvis - King Does The King's Things, Stax Records
- 1971年 Lovejoy, Stax Records
- 1972年 I'll Play the Blues for You, Stax Records
- 1973年 Blues at Sunset, Stax Records
- 1973年 Blues at Sunrise, Stax Records
- 1974年 I Wanna Get Funky, Stax Records
- 1974年 Montreux Festival, Stax Records
- 1974年 The Blues Don't Change, Stax Records
- 1974年 Funky London, Stax Records
- 1976年 Albert, Tomato Records
- 1976年 Truckload of Lovin' , Tomato Records
- 1977年 I'll Play the Blues for You, Tomato Records (with John Lee Hooker)
- 1977年 King Albert, Tomato Records
- 1979年 New Orleans Heat, Tomato Records
- 1979年 Chronicle, Stax Records (with Little Milton)
- 1983年 San Francisco '83, Fantasy Records
- 1984年 I'm in a Phone Booth, Baby, Fantasy Records
- 1986年 The Best of Albert King, Stax Records
- 1986年 The Lost Session, Stax Records
- 1989年 Let's Have a Natural Ball, Modern Blues Recordings
- 1989年 Live, Rhino Records
- 1990年 Door to Door, Chess Records
- 1990年 Wednesday Night in San Francisco, Stax Records
- 1990年 Thursday Night in San Francisco, Stax Records
- 1991年 Red House, Essential
- 1992年 Roadhouse Blues, RSP Records

### 没後のリリース
- 1993年 The Ultimate Collection, Rhino Records
- 1993年 So Many Roads, Charly Blues Masters
- 1994年 The Tomato Years, Tomato Records
- 1995年 Mean Mean Blues, King Records
- 1996年 Hard Bargain, Stax Records
- 1997年 Born Under a Bad Sign & Other Hits, Flashback Records
- 1999年 Blues Power, Stax Records
- 1999年 The Very Best of Albert King, Rhino Records
- 1999年 A Truckload of Lovin': The Best of Albert King, Recall Records (UK)
- 1999年 In Session, Stax Records (with Stevie Ray Vaughan)
- 2001年 Guitar Man, Fuel 2000 Records
- 2001年 I Get Evil: Classic Blues Collected, Music Club Records
- 2001年 More Big Blues of Albert King, Ace Records
- 2002年 Blue on Blues, Fuel 2000 Records
- 2003年 Talkin' Blues, Thirsty Ear Records
- 2003年 Blues from the Road, Fuel 2000 Records